# Elecciones a las Juntas Generales del País Vasco de 2015
Las elecciones a las Juntas Generales del País Vasco de 2015 se celebraron el domingo, 24 de mayo de 2015, eligiéndose a los miembros de las Juntas Generales de Álava, Guipúzcoa y Vizcaya.
A lo largo de la misma jornada, se celebraron también elecciones a la mayoría de los Parlamentos Autonómicos de España (con excepción de los parlamentos del País Vasco, Galicia, Cataluña y Andalucía); a las asambleas de Ceuta y Melilla; a los Cabildos Insulares canarios; a los Consejos Insulares de Baleares; al Consejo General de Arán; y a los concejos de Navarra; así como las elecciones municipales.

## Candidatos
En la siguiente tabla se muestran los candidatos a las Juntas Generales del País Vasco, por parte de las formaciones políticas que lograron representación en las elecciones de 2011:
| Territorio histórico y Diputado General en la anterior legislatura | Candidatos | Observaciones |
| ------------------------------------------------------------------ | --- | --- |
| Álava Javier de Andrés Guerra (PP)                                 | - PP: Javier de Andrés Guerra - EAJ-PNV: Ramiro González Vicente - EH Bildu: Kike Fernández de Pinedo Álvarez de Arcaya - PSE-EE: María Cristina González Calvar - Irabazi-Ganar Araba: José Damián García-Moreno López - Otras candidaturas: Podemos, Ciudadanos, UPyD, Ikune, Vox. | - El Partido Nacionalista Vasco se presenta en esta ocasión en solitario tras la disolución de Hamaikabat. - Eusko Alkartasuna y Alternatiba, que en las elecciones de 2011 se presentaron dentro de la coalición Bildu, se presentan esta vez dentro de la coalición más amplia Euskal Herria Bildu junto con Sortu y Aralar. - Izquierda Unida, que en las elecciones de 2011 se presentó a través de su entonces referente en Euskadi Ezker Batua-Berdeak, se presenta en esta ocasión como Ezker Anitza-IU dentro de la coalición Irabazi-Ganar Araba junto con Equo y Alternativa Republicana. |
| Guipúzcoa Martín Garitano Larrañaga (Bildu)                        | - EH Bildu: Xabier Olano Jauregui - EAJ-PNV: Markel Olano Arrese - PSE-EE: Denis Itxaso González - PP: Juan Carlos Cano Aristoy - Otras candidaturas: Irabazi-Ganar Gipuzkoa, Podemos, Ciudadanos, UPyD.                                                                             | - Eusko Alkartasuna y Alternatiba, que en las elecciones de 2011 se presentaron dentro de la coalición Bildu, se presentan esta vez dentro de la coalición más amplia Euskal Herria Bildu junto con Sortu y Aralar. Aralar se presentó en solitario en 2011. |
| Vizcaya José Luis Bilbao Eguren (EAJ-PNV)                          | - EAJ-PNV: Unai Rementeria Maiz - EH Bildu: Josu Imanol Unanue Astoreka - PSE-EE: Carlos Totorica Izaguirre - PP: Javier Ruiz Egaña - Otras candidaturas: Irabazi-Ganar Bizkaia, Podemos, Ciudadanos, UPyD, Ikune, PACMA, Partido Humanista, Vox, PCPE.                              | - Eusko Alkartasuna y Alternatiba, que en las elecciones de 2011 se presentaron dentro de la coalición Bildu, se presentan esta vez dentro de la coalición más amplia Euskal Herria Bildu junto con Sortu y Aralar. |

## Resultados electorales
Para optar al reparto de escaños en una circunscripción, una candidatura debe obtener al menos el 3% de los votos válidos emitidos en dicha circunscripción.
El Diputado General de cada Territorio Histórico es elegido por los miembros de las Juntas Generales una vez constituidas.
| ← Elecciones a las Juntas Generales del País Vasco de 2015 →                                         | |                     |         |         |        |         |     |
| Territorio histórico                                                                                 | Diputado general y gobierno | Distribución        | Partido | Votos   | %      | Escaños | +/– |
| Álava 51 procuradores/as - Vitoria: 38 - Zuya, Salvatierra, Añana, Campezo y Laguardia: 7 - Ayala: 6 | - Diputado general: Ramiro González Vicente - Gobierno: EAJ-PNV y PSE-EE (en minoría) - Censo: 248.760 - Abstención: 85.450 (34,35%) - Nulos: 2.621 (1,60%) - En blanco: 2.653 (1,65%) |                     | PP      | 35.335  | 21,99% | 12      | 4   |
| Álava 51 procuradores/as - Vitoria: 38 - Zuya, Salvatierra, Añana, Campezo y Laguardia: 7 - Ayala: 6 | - Diputado general: Ramiro González Vicente - Gobierno: EAJ-PNV y PSE-EE (en minoría) - Censo: 248.760 - Abstención: 85.450 (34,35%) - Nulos: 2.621 (1,60%) - En blanco: 2.653 (1,65%) | EAJ-PNV             | 34.705  | 21,60%  | 13     | = a     |     |
| Álava 51 procuradores/as - Vitoria: 38 - Zuya, Salvatierra, Añana, Campezo y Laguardia: 7 - Ayala: 6 | - Diputado general: Ramiro González Vicente - Gobierno: EAJ-PNV y PSE-EE (en minoría) - Censo: 248.760 - Abstención: 85.450 (34,35%) - Nulos: 2.621 (1,60%) - En blanco: 2.653 (1,65%) | EH Bildu            | 32.716  | 20,36%  | 11     | = b     |     |
| Álava 51 procuradores/as - Vitoria: 38 - Zuya, Salvatierra, Añana, Campezo y Laguardia: 7 - Ayala: 6 | - Diputado general: Ramiro González Vicente - Gobierno: EAJ-PNV y PSE-EE (en minoría) - Censo: 248.760 - Abstención: 85.450 (34,35%) - Nulos: 2.621 (1,60%) - En blanco: 2.653 (1,65%) | Podemos             | 23.393  | 14,56%  | 8      | 8       |     |
| Álava 51 procuradores/as - Vitoria: 38 - Zuya, Salvatierra, Añana, Campezo y Laguardia: 7 - Ayala: 6 | - Diputado general: Ramiro González Vicente - Gobierno: EAJ-PNV y PSE-EE (en minoría) - Censo: 248.760 - Abstención: 85.450 (34,35%) - Nulos: 2.621 (1,60%) - En blanco: 2.653 (1,65%) | PSE-EE              | 17.991  | 11,20%  | 5      | 4       |     |
| Álava 51 procuradores/as - Vitoria: 38 - Zuya, Salvatierra, Añana, Campezo y Laguardia: 7 - Ayala: 6 | - Diputado general: Ramiro González Vicente - Gobierno: EAJ-PNV y PSE-EE (en minoría) - Censo: 248.760 - Abstención: 85.450 (34,35%) - Nulos: 2.621 (1,60%) - En blanco: 2.653 (1,65%) | Irabazi-Ganar Araba | 5.953   | 3,70%   | 1      | 1 c     |     |
| Álava 51 procuradores/as - Vitoria: 38 - Zuya, Salvatierra, Añana, Campezo y Laguardia: 7 - Ayala: 6 | - Diputado general: Ramiro González Vicente - Gobierno: EAJ-PNV y PSE-EE (en minoría) - Censo: 248.760 - Abstención: 85.450 (34,35%) - Nulos: 2.621 (1,60%) - En blanco: 2.653 (1,65%) | Ciudadanos          | 4.982   | 3,10%   | 1      | 1       |     |
| Álava 51 procuradores/as - Vitoria: 38 - Zuya, Salvatierra, Añana, Campezo y Laguardia: 7 - Ayala: 6 | - Diputado general: Ramiro González Vicente - Gobierno: EAJ-PNV y PSE-EE (en minoría) - Censo: 248.760 - Abstención: 85.450 (34,35%) - Nulos: 2.621 (1,60%) - En blanco: 2.653 (1,65%) | Otros               | 2.961   | 1,84%   | ---    | ---     |     |
| Guipúzcoa 51 junteros/as - Donostialdea: 17 - Bidasoa-Oiartzun: 11 - Deba-Urola: 14 - Oria: 9        | - Diputado general: Markel Olano (EAJ-PNV) - Gobierno: EAJ-PNV y PSE-EE - Censo: 556.038 - Abstención: 195.114 (35,09%) - Nulos: 3.259 (0,9%) - En blanco: 5.201 (1,45%)               |                     | EAJ-PNV | 112.918 | 31,57  | 18      | 4   |
| Guipúzcoa 51 junteros/as - Donostialdea: 17 - Bidasoa-Oiartzun: 11 - Deba-Urola: 14 - Oria: 9        | - Diputado general: Markel Olano (EAJ-PNV) - Gobierno: EAJ-PNV y PSE-EE - Censo: 556.038 - Abstención: 195.114 (35,09%) - Nulos: 3.259 (0,9%) - En blanco: 5.201 (1,45%)               | EH Bildu            | 103.140 | 28,83   | 17     | 6 d     |     |
| Guipúzcoa 51 junteros/as - Donostialdea: 17 - Bidasoa-Oiartzun: 11 - Deba-Urola: 14 - Oria: 9        | - Diputado general: Markel Olano (EAJ-PNV) - Gobierno: EAJ-PNV y PSE-EE - Censo: 556.038 - Abstención: 195.114 (35,09%) - Nulos: 3.259 (0,9%) - En blanco: 5.201 (1,45%)               | PSE-EE              | 59.076  | 16,51   | 9      | 1       |     |
| Guipúzcoa 51 junteros/as - Donostialdea: 17 - Bidasoa-Oiartzun: 11 - Deba-Urola: 14 - Oria: 9        | - Diputado general: Markel Olano (EAJ-PNV) - Gobierno: EAJ-PNV y PSE-EE - Censo: 556.038 - Abstención: 195.114 (35,09%) - Nulos: 3.259 (0,9%) - En blanco: 5.201 (1,45%)               | Podemos             | 43.126  | 12,05   | 6      | 6       |     |
| Guipúzcoa 51 junteros/as - Donostialdea: 17 - Bidasoa-Oiartzun: 11 - Deba-Urola: 14 - Oria: 9        | - Diputado general: Markel Olano (EAJ-PNV) - Gobierno: EAJ-PNV y PSE-EE - Censo: 556.038 - Abstención: 195.114 (35,09%) - Nulos: 3.259 (0,9%) - En blanco: 5.201 (1,45%)               | PP                  | 19.395  | 5,42    | 1      | 3       |     |
| Guipúzcoa 51 junteros/as - Donostialdea: 17 - Bidasoa-Oiartzun: 11 - Deba-Urola: 14 - Oria: 9        | - Diputado general: Markel Olano (EAJ-PNV) - Gobierno: EAJ-PNV y PSE-EE - Censo: 556.038 - Abstención: 195.114 (35,09%) - Nulos: 3.259 (0,9%) - En blanco: 5.201 (1,45%)               | Otros               | 14.811  | 4,13    | ---    | ---     |     |
| Vizcaya 51 apoderados/as - Bilbao: 15 - Encartaciones: 13 - Busturia-Uribe: 13 - Durango-Arratia: 10 | - Diputado general: Unai Rementeria (EAJ-PNV) - Gobierno: EAJ-PNV y PSE-EE - Censo: 915.301 - Abstención: 342.506 (37,42%) - Nulos: 7.643 (1,33%) - En blanco: 8.923 (1,58%)           |                     | EAJ-PNV | 212.656 | 37,63  | 23      | 1   |
| Vizcaya 51 apoderados/as - Bilbao: 15 - Encartaciones: 13 - Busturia-Uribe: 13 - Durango-Arratia: 10 | - Diputado general: Unai Rementeria (EAJ-PNV) - Gobierno: EAJ-PNV y PSE-EE - Censo: 915.301 - Abstención: 342.506 (37,42%) - Nulos: 7.643 (1,33%) - En blanco: 8.923 (1,58%)           | EH Bildu            | 106.576 | 18,86   | 11     | 1 b     |     |
| Vizcaya 51 apoderados/as - Bilbao: 15 - Encartaciones: 13 - Busturia-Uribe: 13 - Durango-Arratia: 10 | - Diputado general: Unai Rementeria (EAJ-PNV) - Gobierno: EAJ-PNV y PSE-EE - Censo: 915.301 - Abstención: 342.506 (37,42%) - Nulos: 7.643 (1,33%) - En blanco: 8.923 (1,58%)           | PSE-EE              | 70.361  | 12,45   | 7      | 2       |     |
| Vizcaya 51 apoderados/as - Bilbao: 15 - Encartaciones: 13 - Busturia-Uribe: 13 - Durango-Arratia: 10 | - Diputado general: Unai Rementeria (EAJ-PNV) - Gobierno: EAJ-PNV y PSE-EE - Censo: 915.301 - Abstención: 342.506 (37,42%) - Nulos: 7.643 (1,33%) - En blanco: 8.923 (1,58%)           | Podemos             | 82.107  | 14,53   | 6      | 6       |     |
| Vizcaya 51 apoderados/as - Bilbao: 15 - Encartaciones: 13 - Busturia-Uribe: 13 - Durango-Arratia: 10 | - Diputado general: Unai Rementeria (EAJ-PNV) - Gobierno: EAJ-PNV y PSE-EE - Censo: 915.301 - Abstención: 342.506 (37,42%) - Nulos: 7.643 (1,33%) - En blanco: 8.923 (1,58%)           | PP                  | 46.354  | 8,20    | 4      | 4       |     |
| Vizcaya 51 apoderados/as - Bilbao: 15 - Encartaciones: 13 - Busturia-Uribe: 13 - Durango-Arratia: 10 | - Diputado general: Unai Rementeria (EAJ-PNV) - Gobierno: EAJ-PNV y PSE-EE - Censo: 915.301 - Abstención: 342.506 (37,42%) - Nulos: 7.643 (1,33%) - En blanco: 8.923 (1,58%)           | Otros               | 38.132  | 6,74    | ---    | ---     |     |

a Respecto a EAJ-PNV/H1!.

b Respecto a Bildu.

c Respecto a Ezker Batua-Berdeak.

d Respecto a la suma de Bildu y Aralar.

## Resultados electorales por circunscripciones

### Álava
| ← Elecciones a las Juntas Generales de Álava de 2015 →       | |          |        |        |              |     |
| Cuadrilla                                                    | Censo | Partido  | Votos  | %      | Procuradores | +/– |
| Ayala 6 procuradores                                         | - Censo: 27.837 - Votantes: 18.192 (65,35%) - Abstención: 9.645 (34,65%) - Nulos: 321 (1,77%) - Válidos: 17.871 - Blancos: 315 (1,76%) - A candidaturas: 17.556          | EAJ-PNV  | 5.752  | 32,19% | 3            | =   |
| Ayala 6 procuradores                                         | - Censo: 27.837 - Votantes: 18.192 (65,35%) - Abstención: 9.645 (34,65%) - Nulos: 321 (1,77%) - Válidos: 17.871 - Blancos: 315 (1,76%) - A candidaturas: 17.556          | EH Bildu | 5.053  | 28,27% | 2            | =a  |
| Ayala 6 procuradores                                         | - Censo: 27.837 - Votantes: 18.192 (65,35%) - Abstención: 9.645 (34,65%) - Nulos: 321 (1,77%) - Válidos: 17.871 - Blancos: 315 (1,76%) - A candidaturas: 17.556          | Podemos  | 2.477  | 13,86% | 1            | 1   |
| Ayala 6 procuradores                                         | - Censo: 27.837 - Votantes: 18.192 (65,35%) - Abstención: 9.645 (34,65%) - Nulos: 321 (1,77%) - Válidos: 17.871 - Blancos: 315 (1,76%) - A candidaturas: 17.556          | PSE-EE   | 1.534  | 8,58%  | 0            | =   |
| Ayala 6 procuradores                                         | - Censo: 27.837 - Votantes: 18.192 (65,35%) - Abstención: 9.645 (34,65%) - Nulos: 321 (1,77%) - Válidos: 17.871 - Blancos: 315 (1,76%) - A candidaturas: 17.556          | PP       | 1.302  | 7,29%  | 0            | 1   |
| Ayala 6 procuradores                                         | - Censo: 27.837 - Votantes: 18.192 (65,35%) - Abstención: 9.645 (34,65%) - Nulos: 321 (1,77%) - Válidos: 17.871 - Blancos: 315 (1,76%) - A candidaturas: 17.556          | Ikune    | 1.045  | 5,85%  | 0            | =   |
| Ayala 6 procuradores                                         | - Censo: 27.837 - Votantes: 18.192 (65,35%) - Abstención: 9.645 (34,65%) - Nulos: 321 (1,77%) - Válidos: 17.871 - Blancos: 315 (1,76%) - A candidaturas: 17.556          | C's      | 183    | 1,02%  | 0            | =   |
| Ayala 6 procuradores                                         | - Censo: 27.837 - Votantes: 18.192 (65,35%) - Abstención: 9.645 (34,65%) - Nulos: 321 (1,77%) - Válidos: 17.871 - Blancos: 315 (1,76%) - A candidaturas: 17.556          | Irabazi  | 176    | 0,98%  | 0            | =   |
| Ayala 6 procuradores                                         | - Censo: 27.837 - Votantes: 18.192 (65,35%) - Abstención: 9.645 (34,65%) - Nulos: 321 (1,77%) - Válidos: 17.871 - Blancos: 315 (1,76%) - A candidaturas: 17.556          | Vox      | 34     | 0,19%  | 0            | =   |
| Vitoria-Gasteiz 38 procuradores                              | - Censo: 186.362 - Votantes: 120.884 (64,87%) - Abstención: 65.478 (35,13%) - Nulos: 1.754 (1,45%) - Válidos: 119.130 - Blancos: 1.791 (1,50%) - A candidaturas: 117.339 | PP       | 30.330 | 25,46% | 11           | 2   |
| Vitoria-Gasteiz 38 procuradores                              | - Censo: 186.362 - Votantes: 120.884 (64,87%) - Abstención: 65.478 (35,13%) - Nulos: 1.754 (1,45%) - Válidos: 119.130 - Blancos: 1.791 (1,50%) - A candidaturas: 117.339 | EH Bildu | 21.623 | 18,15% | 7            | =a  |
| Vitoria-Gasteiz 38 procuradores                              | - Censo: 186.362 - Votantes: 120.884 (64,87%) - Abstención: 65.478 (35,13%) - Nulos: 1.754 (1,45%) - Válidos: 119.130 - Blancos: 1.791 (1,50%) - A candidaturas: 117.339 | EAJ-PNV  | 20.808 | 17,47% | 7            | 1   |
| Vitoria-Gasteiz 38 procuradores                              | - Censo: 186.362 - Votantes: 120.884 (64,87%) - Abstención: 65.478 (35,13%) - Nulos: 1.754 (1,45%) - Válidos: 119.130 - Blancos: 1.791 (1,50%) - A candidaturas: 117.339 | Podemos  | 18.635 | 15,64% | 6            | 6   |
| Vitoria-Gasteiz 38 procuradores                              | - Censo: 186.362 - Votantes: 120.884 (64,87%) - Abstención: 65.478 (35,13%) - Nulos: 1.754 (1,45%) - Válidos: 119.130 - Blancos: 1.791 (1,50%) - A candidaturas: 117.339 | PSE-EE   | 14.562 | 12,23% | 5            | 3   |
| Vitoria-Gasteiz 38 procuradores                              | - Censo: 186.362 - Votantes: 120.884 (64,87%) - Abstención: 65.478 (35,13%) - Nulos: 1.754 (1,45%) - Válidos: 119.130 - Blancos: 1.791 (1,50%) - A candidaturas: 117.339 | Irabazi  | 5.324  | 4,47%  | 1            | 1   |
| Vitoria-Gasteiz 38 procuradores                              | - Censo: 186.362 - Votantes: 120.884 (64,87%) - Abstención: 65.478 (35,13%) - Nulos: 1.754 (1,45%) - Válidos: 119.130 - Blancos: 1.791 (1,50%) - A candidaturas: 117.339 | C's      | 4.259  | 3,58%  | 1            | 1   |
| Vitoria-Gasteiz 38 procuradores                              | - Censo: 186.362 - Votantes: 120.884 (64,87%) - Abstención: 65.478 (35,13%) - Nulos: 1.754 (1,45%) - Válidos: 119.130 - Blancos: 1.791 (1,50%) - A candidaturas: 117.339 | UPyD     | 1.079  | 0,91%  | 0            | =   |
| Vitoria-Gasteiz 38 procuradores                              | - Censo: 186.362 - Votantes: 120.884 (64,87%) - Abstención: 65.478 (35,13%) - Nulos: 1.754 (1,45%) - Válidos: 119.130 - Blancos: 1.791 (1,50%) - A candidaturas: 117.339 | Ikune    | 719    | 0,60%  | 0            | =   |
| Zuya, Salvatierra, Añana, Campezo y Laguardia 7 procuradores | - Censo: 34.561 - Votantes: 24.234 (70,12%) - Abstención: 10.327 (29,88%) - Nulos: 546 (2,25%) - Válidos: 23.688 - Blancos: 547 (2,31%) - A candidaturas: 23.141         | EAJ-PNV  | 8.145  | 34,38% | 3            | 1   |
| Zuya, Salvatierra, Añana, Campezo y Laguardia 7 procuradores | - Censo: 34.561 - Votantes: 24.234 (70,12%) - Abstención: 10.327 (29,88%) - Nulos: 546 (2,25%) - Válidos: 23.688 - Blancos: 547 (2,31%) - A candidaturas: 23.141         | EH Bildu | 6.040  | 25,50% | 2            | =a  |
| Zuya, Salvatierra, Añana, Campezo y Laguardia 7 procuradores | - Censo: 34.561 - Votantes: 24.234 (70,12%) - Abstención: 10.327 (29,88%) - Nulos: 546 (2,25%) - Válidos: 23.688 - Blancos: 547 (2,31%) - A candidaturas: 23.141         | PP       | 3.703  | 15,63% | 1            | 1   |
| Zuya, Salvatierra, Añana, Campezo y Laguardia 7 procuradores | - Censo: 34.561 - Votantes: 24.234 (70,12%) - Abstención: 10.327 (29,88%) - Nulos: 546 (2,25%) - Válidos: 23.688 - Blancos: 547 (2,31%) - A candidaturas: 23.141         | Podemos  | 2.281  | 9,63%  | 1            | 1   |
| Zuya, Salvatierra, Añana, Campezo y Laguardia 7 procuradores | - Censo: 34.561 - Votantes: 24.234 (70,12%) - Abstención: 10.327 (29,88%) - Nulos: 546 (2,25%) - Válidos: 23.688 - Blancos: 547 (2,31%) - A candidaturas: 23.141         | PSE-EE   | 1.895  | 8,00%  | 0            | 1   |
| Zuya, Salvatierra, Añana, Campezo y Laguardia 7 procuradores | - Censo: 34.561 - Votantes: 24.234 (70,12%) - Abstención: 10.327 (29,88%) - Nulos: 546 (2,25%) - Válidos: 23.688 - Blancos: 547 (2,31%) - A candidaturas: 23.141         | C's      | 540    | 2,28%  | 0            | =   |
| Zuya, Salvatierra, Añana, Campezo y Laguardia 7 procuradores | - Censo: 34.561 - Votantes: 24.234 (70,12%) - Abstención: 10.327 (29,88%) - Nulos: 546 (2,25%) - Válidos: 23.688 - Blancos: 547 (2,31%) - A candidaturas: 23.141         | Irabazi  | 453    | 1,91%  | 0            | =   |
| Zuya, Salvatierra, Añana, Campezo y Laguardia 7 procuradores | - Censo: 34.561 - Votantes: 24.234 (70,12%) - Abstención: 10.327 (29,88%) - Nulos: 546 (2,25%) - Válidos: 23.688 - Blancos: 547 (2,31%) - A candidaturas: 23.141         | Vox      | 84     | 0,35%  | 0            | =   |

a Respecto a Bildu.

### Guipúzcoa
| ← Elecciones a las Juntas Generales de Guipúzcoa de 2015 → | |          |        |        |          |     |
| Comarcas                                                   | Censo | Partido  | Votos  | %      | Junteros | +/– |
| Bidasoa-Oiartzun 11 junteros                               | - Censo: 115.983 - Votantes: 71.154 (61,35%) - Abstención: 44.829 (38,65%) - Nulos: 739 (1,04%) - Válidos: 70.415 - Blancos: 984 (1,38 %) - A candidaturas: 69.431     | EAJ-PNV  | 17.531 | 25,25% | 3        | =   |
| Bidasoa-Oiartzun 11 junteros                               | - Censo: 115.983 - Votantes: 71.154 (61,35%) - Abstención: 44.829 (38,65%) - Nulos: 739 (1,04%) - Válidos: 70.415 - Blancos: 984 (1,38 %) - A candidaturas: 69.431     | EH Bildu | 16.356 | 23,56% | 3        | 1a  |
| Bidasoa-Oiartzun 11 junteros                               | - Censo: 115.983 - Votantes: 71.154 (61,35%) - Abstención: 44.829 (38,65%) - Nulos: 739 (1,04%) - Válidos: 70.415 - Blancos: 984 (1,38 %) - A candidaturas: 69.431     | PSE-EE   | 14.769 | 21,27% | 3        | =   |
| Bidasoa-Oiartzun 11 junteros                               | - Censo: 115.983 - Votantes: 71.154 (61,35%) - Abstención: 44.829 (38,65%) - Nulos: 739 (1,04%) - Válidos: 70.415 - Blancos: 984 (1,38 %) - A candidaturas: 69.431     | Podemos  | 12.227 | 17,61% | 2        | 2   |
| Bidasoa-Oiartzun 11 junteros                               | - Censo: 115.983 - Votantes: 71.154 (61,35%) - Abstención: 44.829 (38,65%) - Nulos: 739 (1,04%) - Válidos: 70.415 - Blancos: 984 (1,38 %) - A candidaturas: 69.431     | PP       | 4.169  | 6,00%  | 0        | 1   |
| Bidasoa-Oiartzun 11 junteros                               | - Censo: 115.983 - Votantes: 71.154 (61,35%) - Abstención: 44.829 (38,65%) - Nulos: 739 (1,04%) - Válidos: 70.415 - Blancos: 984 (1,38 %) - A candidaturas: 69.431     | Irabazi  | 2.115  | 3,05%  | 0        | =   |
| Bidasoa-Oiartzun 11 junteros                               | - Censo: 115.983 - Votantes: 71.154 (61,35%) - Abstención: 44.829 (38,65%) - Nulos: 739 (1,04%) - Válidos: 70.415 - Blancos: 984 (1,38 %) - A candidaturas: 69.431     | C's      | 1.815  | 2,61%  | 0        | =   |
| Bidasoa-Oiartzun 11 junteros                               | - Censo: 115.983 - Votantes: 71.154 (61,35%) - Abstención: 44.829 (38,65%) - Nulos: 739 (1,04%) - Válidos: 70.415 - Blancos: 984 (1,38 %) - A candidaturas: 69.431     | UPyD     | 449    | 0,65%  | 0        | =   |
| Deba-Urola 14 junteros                                     | - Censo: 149.859 - Votantes: 97.860 (65,30%) - Abstención: 51.999 (34,70%) - Nulos: 946 (0,97%) - Válidos: 96.914 - Blancos: 1.459 (1,49%) - A candidaturas: 95.455    | EAJ-PNV  | 37.197 | 38,9%  | 6        | 2   |
| Deba-Urola 14 junteros                                     | - Censo: 149.859 - Votantes: 97.860 (65,30%) - Abstención: 51.999 (34,70%) - Nulos: 946 (0,97%) - Válidos: 96.914 - Blancos: 1.459 (1,49%) - A candidaturas: 95.455    | EH Bildu | 34.352 | 35,99% | 6        | 2a  |
| Deba-Urola 14 junteros                                     | - Censo: 149.859 - Votantes: 97.860 (65,30%) - Abstención: 51.999 (34,70%) - Nulos: 946 (0,97%) - Válidos: 96.914 - Blancos: 1.459 (1,49%) - A candidaturas: 95.455    | PSE-EE   | 10.736 | 11,25% | 1        | 1   |
| Deba-Urola 14 junteros                                     | - Censo: 149.859 - Votantes: 97.860 (65,30%) - Abstención: 51.999 (34,70%) - Nulos: 946 (0,97%) - Válidos: 96.914 - Blancos: 1.459 (1,49%) - A candidaturas: 95.455    | Podemos  | 8.103  | 8,49%  | 1        | 1   |
| Deba-Urola 14 junteros                                     | - Censo: 149.859 - Votantes: 97.860 (65,30%) - Abstención: 51.999 (34,70%) - Nulos: 946 (0,97%) - Válidos: 96.914 - Blancos: 1.459 (1,49%) - A candidaturas: 95.455    | PP       | 2.932  | 3,07%  | 0        | =   |
| Deba-Urola 14 junteros                                     | - Censo: 149.859 - Votantes: 97.860 (65,30%) - Abstención: 51.999 (34,70%) - Nulos: 946 (0,97%) - Válidos: 96.914 - Blancos: 1.459 (1,49%) - A candidaturas: 95.455    | Irabazi  | 2.135  | 2,24%  | 0        | =   |
| Donostialdea 17 junteros                                   | - Censo: 190.333 - Votantes: 125.746 (66,07%) - Abstención: 64.587 (33,93%) - Nulos: 933 (0,74%) - Válidos: 124.813 - Blancos: 1.605 (1,28%) - A candidaturas: 123.208 | EAJ-PNV  | 34.713 | 28,17% | 6        | 2   |
| Donostialdea 17 junteros                                   | - Censo: 190.333 - Votantes: 125.746 (66,07%) - Abstención: 64.587 (33,93%) - Nulos: 933 (0,74%) - Válidos: 124.813 - Blancos: 1.605 (1,28%) - A candidaturas: 123.208 | EH Bildu | 28.540 | 23,16% | 4        | 2a  |
| Donostialdea 17 junteros                                   | - Censo: 190.333 - Votantes: 125.746 (66,07%) - Abstención: 64.587 (33,93%) - Nulos: 933 (0,74%) - Válidos: 124.813 - Blancos: 1.605 (1,28%) - A candidaturas: 123.208 | PSE-EE   | 25.887 | 21,01% | 4        | =   |
| Donostialdea 17 junteros                                   | - Censo: 190.333 - Votantes: 125.746 (66,07%) - Abstención: 64.587 (33,93%) - Nulos: 933 (0,74%) - Válidos: 124.813 - Blancos: 1.605 (1,28%) - A candidaturas: 123.208 | Podemos  | 16.630 | 13,50% | 2        | 2   |
| Donostialdea 17 junteros                                   | - Censo: 190.333 - Votantes: 125.746 (66,07%) - Abstención: 64.587 (33,93%) - Nulos: 933 (0,74%) - Válidos: 124.813 - Blancos: 1.605 (1,28%) - A candidaturas: 123.208 | PP       | 10.390 | 8,43%  | 1        | 2   |
| Donostialdea 17 junteros                                   | - Censo: 190.333 - Votantes: 125.746 (66,07%) - Abstención: 64.587 (33,93%) - Nulos: 933 (0,74%) - Válidos: 124.813 - Blancos: 1.605 (1,28%) - A candidaturas: 123.208 | C's      | 3.447  | 2,80%  | 0        | =   |
| Donostialdea 17 junteros                                   | - Censo: 190.333 - Votantes: 125.746 (66,07%) - Abstención: 64.587 (33,93%) - Nulos: 933 (0,74%) - Válidos: 124.813 - Blancos: 1.605 (1,28%) - A candidaturas: 123.208 | Irabazi  | 2.923  | 2,37%  | 0        | =   |
| Donostialdea 17 junteros                                   | - Censo: 190.333 - Votantes: 125.746 (66,07%) - Abstención: 64.587 (33,93%) - Nulos: 933 (0,74%) - Válidos: 124.813 - Blancos: 1.605 (1,28%) - A candidaturas: 123.208 | UPyD     | 678    | 0,55%  | 0        | =   |
| Oria 9 junteros                                            | - Censo: 99.863 - Votantes: 66.144 (66,23%) - Abstención: 33.719 (33,77%) - Nulos: 641 (0,97%) - Válidos: 65.503 - Blancos: 1.153 (1,74%) - A candidaturas: 64.350     | EH Bildu | 23.853 | 37,07% | 4        | 1 a |
| Oria 9 junteros                                            | - Censo: 99.863 - Votantes: 66.144 (66,23%) - Abstención: 33.719 (33,77%) - Nulos: 641 (0,97%) - Válidos: 65.503 - Blancos: 1.153 (1,74%) - A candidaturas: 64.350     | EAJ-PNV  | 23.492 | 36,51% | 3        | =   |
| Oria 9 junteros                                            | - Censo: 99.863 - Votantes: 66.144 (66,23%) - Abstención: 33.719 (33,77%) - Nulos: 641 (0,97%) - Válidos: 65.503 - Blancos: 1.153 (1,74%) - A candidaturas: 64.350     | PSE-EE   | 7.654  | 11,89% | 1        | =   |
| Oria 9 junteros                                            | - Censo: 99.863 - Votantes: 66.144 (66,23%) - Abstención: 33.719 (33,77%) - Nulos: 641 (0,97%) - Válidos: 65.503 - Blancos: 1.153 (1,74%) - A candidaturas: 64.350     | Podemos  | 6.176  | 9,60%  | 1        | 1   |
| Oria 9 junteros                                            | - Censo: 99.863 - Votantes: 66.144 (66,23%) - Abstención: 33.719 (33,77%) - Nulos: 641 (0,97%) - Válidos: 65.503 - Blancos: 1.153 (1,74%) - A candidaturas: 64.350     | PP       | 1.897  | 2,95%  | 0        | =   |
| Oria 9 junteros                                            | - Censo: 99.863 - Votantes: 66.144 (66,23%) - Abstención: 33.719 (33,77%) - Nulos: 641 (0,97%) - Válidos: 65.503 - Blancos: 1.153 (1,74%) - A candidaturas: 64.350     | Irabazi  | 1.278  | 1,99%  | 0        | =   |

a Respecto a Bildu y Aralar.

### Vizcaya
| ← Elecciones a las Juntas Generales de Vizcaya de 2015 → | |                    |        |        |            |     |
| Comarcas                                                 | Censo | Partido            | Votos  | %      | Apoderados | +/– |
| Bilbao 15 apoderados (-1)b                               | - Censo: 274.353 - Votantes: 162.830 (59,35%) - Abstención: 111.523 (40,65%) - Nulos: 1.489 (0,91%) - Válidos: 161.341 - Blancos: 2.415 (1,48 %) - A candidaturas: 158.926 | EAJ-PNV            | 59.712 | 37,57% | 7          | =   |
| Bilbao 15 apoderados (-1)b                               | - Censo: 274.353 - Votantes: 162.830 (59,35%) - Abstención: 111.523 (40,65%) - Nulos: 1.489 (0,91%) - Válidos: 161.341 - Blancos: 2.415 (1,48 %) - A candidaturas: 158.926 | Podemos            | 24.423 | 15,37% | 2          | 2   |
| Bilbao 15 apoderados (-1)b                               | - Censo: 274.353 - Votantes: 162.830 (59,35%) - Abstención: 111.523 (40,65%) - Nulos: 1.489 (0,91%) - Válidos: 161.341 - Blancos: 2.415 (1,48 %) - A candidaturas: 158.926 | EH Bildu           | 21.630 | 13,61% | 2          | 1a  |
| Bilbao 15 apoderados (-1)b                               | - Censo: 274.353 - Votantes: 162.830 (59,35%) - Abstención: 111.523 (40,65%) - Nulos: 1.489 (0,91%) - Válidos: 161.341 - Blancos: 2.415 (1,48 %) - A candidaturas: 158.926 | PP                 | 19.313 | 12,15% | 2          | 1   |
| Bilbao 15 apoderados (-1)b                               | - Censo: 274.353 - Votantes: 162.830 (59,35%) - Abstención: 111.523 (40,65%) - Nulos: 1.489 (0,91%) - Válidos: 161.341 - Blancos: 2.415 (1,48 %) - A candidaturas: 158.926 | PSE-EE             | 19.233 | 12,10% | 2          | 1   |
| Bilbao 15 apoderados (-1)b                               | - Censo: 274.353 - Votantes: 162.830 (59,35%) - Abstención: 111.523 (40,65%) - Nulos: 1.489 (0,91%) - Válidos: 161.341 - Blancos: 2.415 (1,48 %) - A candidaturas: 158.926 | C's                | 5.636  | 3,55%  | 0          | =   |
| Bilbao 15 apoderados (-1)b                               | - Censo: 274.353 - Votantes: 162.830 (59,35%) - Abstención: 111.523 (40,65%) - Nulos: 1.489 (0,91%) - Válidos: 161.341 - Blancos: 2.415 (1,48 %) - A candidaturas: 158.926 | Irabazi            | 5.357  | 3,37%  | 0          | =   |
| Bilbao 15 apoderados (-1)b                               | - Censo: 274.353 - Votantes: 162.830 (59,35%) - Abstención: 111.523 (40,65%) - Nulos: 1.489 (0,91%) - Válidos: 161.341 - Blancos: 2.415 (1,48 %) - A candidaturas: 158.926 | PACMA              | 1.497  | 0,94%  | 0          | =   |
| Bilbao 15 apoderados (-1)b                               | - Censo: 274.353 - Votantes: 162.830 (59,35%) - Abstención: 111.523 (40,65%) - Nulos: 1.489 (0,91%) - Válidos: 161.341 - Blancos: 2.415 (1,48 %) - A candidaturas: 158.926 | UPyD               | 1.230  | 0,77%  | 0          | =   |
| Bilbao 15 apoderados (-1)b                               | - Censo: 274.353 - Votantes: 162.830 (59,35%) - Abstención: 111.523 (40,65%) - Nulos: 1.489 (0,91%) - Válidos: 161.341 - Blancos: 2.415 (1,48 %) - A candidaturas: 158.926 | Vox/Familia y Vida | 600    | 0,38%  | 0          | =   |
| Bilbao 15 apoderados (-1)b                               | - Censo: 274.353 - Votantes: 162.830 (59,35%) - Abstención: 111.523 (40,65%) - Nulos: 1.489 (0,91%) - Válidos: 161.341 - Blancos: 2.415 (1,48 %) - A candidaturas: 158.926 | PH                 | 295    | 0,19%  | 0          | =   |
| Busturia-Uribe 13 apoderados                             | - Censo: 228.372 - Votantes: 148.819 (65,17%) - Abstención: 79.553 (34,83%) - Nulos: 1.799 (1,21%) - Válidos: 147.020 - Blancos: 2.391 (1,61%) - A candidaturas: 144.629   | EAJ-PNV            | 61.582 | 42,58% | 6          | =   |
| Busturia-Uribe 13 apoderados                             | - Censo: 228.372 - Votantes: 148.819 (65,17%) - Abstención: 79.553 (34,83%) - Nulos: 1.799 (1,21%) - Válidos: 147.020 - Blancos: 2.391 (1,61%) - A candidaturas: 144.629   | EH Bildu           | 36.009 | 24,90% | 4          | = a |
| Busturia-Uribe 13 apoderados                             | - Censo: 228.372 - Votantes: 148.819 (65,17%) - Abstención: 79.553 (34,83%) - Nulos: 1.799 (1,21%) - Válidos: 147.020 - Blancos: 2.391 (1,61%) - A candidaturas: 144.629   | Podemos            | 17.546 | 12,13% | 1          | 1   |
| Busturia-Uribe 13 apoderados                             | - Censo: 228.372 - Votantes: 148.819 (65,17%) - Abstención: 79.553 (34,83%) - Nulos: 1.799 (1,21%) - Válidos: 147.020 - Blancos: 2.391 (1,61%) - A candidaturas: 144.629   | PP                 | 11.307 | 7,82%  | 1          | 1   |
| Busturia-Uribe 13 apoderados                             | - Censo: 228.372 - Votantes: 148.819 (65,17%) - Abstención: 79.553 (34,83%) - Nulos: 1.799 (1,21%) - Válidos: 147.020 - Blancos: 2.391 (1,61%) - A candidaturas: 144.629   | PSE-EE             | 9.590  | 6,63%  | 1          | =   |
| Busturia-Uribe 13 apoderados                             | - Censo: 228.372 - Votantes: 148.819 (65,17%) - Abstención: 79.553 (34,83%) - Nulos: 1.799 (1,21%) - Válidos: 147.020 - Blancos: 2.391 (1,61%) - A candidaturas: 144.629   | C's                | 3.892  | 2,69%  | 0          | =   |
| Busturia-Uribe 13 apoderados                             | - Censo: 228.372 - Votantes: 148.819 (65,17%) - Abstención: 79.553 (34,83%) - Nulos: 1.799 (1,21%) - Válidos: 147.020 - Blancos: 2.391 (1,61%) - A candidaturas: 144.629   | Irabazi            | 2.298  | 1,59%  | 0          | =   |
| Busturia-Uribe 13 apoderados                             | - Censo: 228.372 - Votantes: 148.819 (65,17%) - Abstención: 79.553 (34,83%) - Nulos: 1.799 (1,21%) - Válidos: 147.020 - Blancos: 2.391 (1,61%) - A candidaturas: 144.629   | PACMA              | 1.023  | 0,71%  | 0          | =   |
| Busturia-Uribe 13 apoderados                             | - Censo: 228.372 - Votantes: 148.819 (65,17%) - Abstención: 79.553 (34,83%) - Nulos: 1.799 (1,21%) - Válidos: 147.020 - Blancos: 2.391 (1,61%) - A candidaturas: 144.629   | Vox/Familia y Vida | 751    | 0,52%  | 0          | =   |
| Busturia-Uribe 13 apoderados                             | - Censo: 228.372 - Votantes: 148.819 (65,17%) - Abstención: 79.553 (34,83%) - Nulos: 1.799 (1,21%) - Válidos: 147.020 - Blancos: 2.391 (1,61%) - A candidaturas: 144.629   | UPyD               | 631    | 0,44%  | 0          | =   |
| Durango-Arratia 10 apoderados (+1)c                      | - Censo: 172.452 - Votantes: 111.332 (64,56%) - Abstención: 61.120 (35,44%) - Nulos: 1.723 (1,55%) - Válidos: 109.609 - Blancos: 1.753 (1,57%) - A candidaturas: 107.856   | EAJ-PNV            | 40.129 | 37,21% | 5          | 1   |
| Durango-Arratia 10 apoderados (+1)c                      | - Censo: 172.452 - Votantes: 111.332 (64,56%) - Abstención: 61.120 (35,44%) - Nulos: 1.723 (1,55%) - Válidos: 109.609 - Blancos: 1.753 (1,57%) - A candidaturas: 107.856   | EH Bildu           | 27.697 | 25,68% | 3          | = a |
| Durango-Arratia 10 apoderados (+1)c                      | - Censo: 172.452 - Votantes: 111.332 (64,56%) - Abstención: 61.120 (35,44%) - Nulos: 1.723 (1,55%) - Válidos: 109.609 - Blancos: 1.753 (1,57%) - A candidaturas: 107.856   | Podemos            | 15.780 | 14,63% | 1          | 1   |
| Durango-Arratia 10 apoderados (+1)c                      | - Censo: 172.452 - Votantes: 111.332 (64,56%) - Abstención: 61.120 (35,44%) - Nulos: 1.723 (1,55%) - Válidos: 109.609 - Blancos: 1.753 (1,57%) - A candidaturas: 107.856   | PSE-EE             | 13.423 | 12,45% | 1          | =   |
| Durango-Arratia 10 apoderados (+1)c                      | - Censo: 172.452 - Votantes: 111.332 (64,56%) - Abstención: 61.120 (35,44%) - Nulos: 1.723 (1,55%) - Válidos: 109.609 - Blancos: 1.753 (1,57%) - A candidaturas: 107.856   | PP                 | 6.306  | 5,85%  | 0          | 1   |
| Durango-Arratia 10 apoderados (+1)c                      | - Censo: 172.452 - Votantes: 111.332 (64,56%) - Abstención: 61.120 (35,44%) - Nulos: 1.723 (1,55%) - Válidos: 109.609 - Blancos: 1.753 (1,57%) - A candidaturas: 107.856   | Irabazi            | 2.479  | 2,30%  | 0          | =   |
| Durango-Arratia 10 apoderados (+1)c                      | - Censo: 172.452 - Votantes: 111.332 (64,56%) - Abstención: 61.120 (35,44%) - Nulos: 1.723 (1,55%) - Válidos: 109.609 - Blancos: 1.753 (1,57%) - A candidaturas: 107.856   | PACMA              | 857    | 0,79%  | 0          | =   |
| Durango-Arratia 10 apoderados (+1)c                      | - Censo: 172.452 - Votantes: 111.332 (64,56%) - Abstención: 61.120 (35,44%) - Nulos: 1.723 (1,55%) - Válidos: 109.609 - Blancos: 1.753 (1,57%) - A candidaturas: 107.856   | UPyD               | 725    | 0,67%  | 0          | =   |
| Durango-Arratia 10 apoderados (+1)c                      | - Censo: 172.452 - Votantes: 111.332 (64,56%) - Abstención: 61.120 (35,44%) - Nulos: 1.723 (1,55%) - Válidos: 109.609 - Blancos: 1.753 (1,57%) - A candidaturas: 107.856   | PH                 | 266    | 0,25%  | 0          | =   |
| Durango-Arratia 10 apoderados (+1)c                      | - Censo: 172.452 - Votantes: 111.332 (64,56%) - Abstención: 61.120 (35,44%) - Nulos: 1.723 (1,55%) - Válidos: 109.609 - Blancos: 1.753 (1,57%) - A candidaturas: 107.856   | Vox                | 194    | 0,18%  | 0          | =   |
| Encartaciones 13 apoderados                              | - Censo: 240.124 - Votantes: 149.771 (62,37%) - Abstención: 90.353 (37,63%) - Nulos: 2.632 (1,76%) - Válidos: 147.139 - Blancos: 2.364 (1,58%) - A candidaturas: 144.775   | EAJ-PNV            | 51.233 | 35,39% | 5          | =   |
| Encartaciones 13 apoderados                              | - Censo: 240.124 - Votantes: 149.771 (62,37%) - Abstención: 90.353 (37,63%) - Nulos: 2.632 (1,76%) - Válidos: 147.139 - Blancos: 2.364 (1,58%) - A candidaturas: 144.775   | PSE-EE             | 28.115 | 19,42% | 3          | 1   |
| Encartaciones 13 apoderados                              | - Censo: 240.124 - Votantes: 149.771 (62,37%) - Abstención: 90.353 (37,63%) - Nulos: 2.632 (1,76%) - Válidos: 147.139 - Blancos: 2.364 (1,58%) - A candidaturas: 144.775   | Podemos            | 24.358 | 16,82% | 2          | 2   |
| Encartaciones 13 apoderados                              | - Censo: 240.124 - Votantes: 149.771 (62,37%) - Abstención: 90.353 (37,63%) - Nulos: 2.632 (1,76%) - Válidos: 147.139 - Blancos: 2.364 (1,58%) - A candidaturas: 144.775   | EH Bildu           | 21.240 | 14,67% | 2          | =a  |
| Encartaciones 13 apoderados                              | - Censo: 240.124 - Votantes: 149.771 (62,37%) - Abstención: 90.353 (37,63%) - Nulos: 2.632 (1,76%) - Válidos: 147.139 - Blancos: 2.364 (1,58%) - A candidaturas: 144.775   | PP                 | 9.428  | 6,51%  | 1          | 1   |
| Encartaciones 13 apoderados                              | - Censo: 240.124 - Votantes: 149.771 (62,37%) - Abstención: 90.353 (37,63%) - Nulos: 2.632 (1,76%) - Válidos: 147.139 - Blancos: 2.364 (1,58%) - A candidaturas: 144.775   | Irabazi            | 4.639  | 3,20%  | 0          | =   |
| Encartaciones 13 apoderados                              | - Censo: 240.124 - Votantes: 149.771 (62,37%) - Abstención: 90.353 (37,63%) - Nulos: 2.632 (1,76%) - Válidos: 147.139 - Blancos: 2.364 (1,58%) - A candidaturas: 144.775   | C's                | 2.484  | 1,72%  | 0          | =   |
| Encartaciones 13 apoderados                              | - Censo: 240.124 - Votantes: 149.771 (62,37%) - Abstención: 90.353 (37,63%) - Nulos: 2.632 (1,76%) - Válidos: 147.139 - Blancos: 2.364 (1,58%) - A candidaturas: 144.775   | Ikune              | 1.524  | 1,05%  | 0          | =   |
| Encartaciones 13 apoderados                              | - Censo: 240.124 - Votantes: 149.771 (62,37%) - Abstención: 90.353 (37,63%) - Nulos: 2.632 (1,76%) - Válidos: 147.139 - Blancos: 2.364 (1,58%) - A candidaturas: 144.775   | UPyD               | 809    | 0,56%  | 0          | =   |
| Encartaciones 13 apoderados                              | - Censo: 240.124 - Votantes: 149.771 (62,37%) - Abstención: 90.353 (37,63%) - Nulos: 2.632 (1,76%) - Válidos: 147.139 - Blancos: 2.364 (1,58%) - A candidaturas: 144.775   | PCPE               | 515    | 0,36%  | 0          | =   |
| Encartaciones 13 apoderados                              | - Censo: 240.124 - Votantes: 149.771 (62,37%) - Abstención: 90.353 (37,63%) - Nulos: 2.632 (1,76%) - Válidos: 147.139 - Blancos: 2.364 (1,58%) - A candidaturas: 144.775   | Vox                | 430    | 0,30%  | 0          | =   |

a Respecto a Bildu.

b Un apoderado menos respecto a 2011.

c Un apoderado más respecto a 2011.

## Constitución de las Juntas Generales y elección de los Diputados Generales de cada Territorio Histórico

### Álava
Las Juntas Generales de Álava fueron constituidas el 18 de junio de 2015. Ese día se designaron a los miembros de la mesa, que quedó de la siguiente manera:
| Miembros de la mesa en la X Legislatura de Álava |         |                              |
| Cargo                                            | Partido | Titular                      |
| Presidente                                       |         | Pedro Elosegi                |
| Vicepresidenta primera                           |         | María Elena López de Lacalle |
| Vicepresidenta segunda                           |         | Marta Alaña                  |
| Secretario primero                               |         | José Javier Bizarro          |
| Secretaria segunda                               |         | Julia Liberal                |

El 30 de junio de 2015 fue la votación para la elección y posterior investidura del Diputado General de Álava. Se presentaron dos candidaturas: por el Partido Nacionalista Vasco, Ramiro González, y por Irabazi-Ganar Araba, José Damián García. En la primera votación Ramiro González consiguió los votos de los 13 procuradores del PNV y los 5 del PSE-EE, mientras que José Damián García sólo logró su propio apoyo y el resto de los procuradores votaron en blanco. Al no lograr ninguno de los candidatos la mayoría absoluta requerida en la primera votación, se procedió a realizar una segunda en la que bastaba con la mayoría simple. Con idéntico resultado, quedó investido Diputado General de Álava el procurador del PNV Ramiro González, que a continuación tomó posesión de su cargo.

### Guipúzcoa
La constitución de las Juntas Generales de Guipúzcoa tuvo lugar el 12 de junio de 2015. La mesa para la legislatura 2015-2019 quedó distribuida de la siguiente manera:
| Miembros de la mesa en la X Legislatura de Guipúzcoa |         |                      |
| Cargo                                                | Partido | Titular              |
| Presidenta                                           |         | Eider Mendoza        |
| Vicepresidente primero                               |         | Ernesto Merino       |
| Vicepresidente segundo                               |         | Julio Astudillo      |
| Secretaria primera                                   |         | Ione Cisneros        |
| Secretario segundo                                   |         | Xabier Ezeizabarrena |

El 23 de junio de 2015 fue la fecha en la que se votó la elección del Diputado General de Guipúzcoa. Por el Partido Nacionalista Vasco se presentó Markel Olano y por Euskal Herria Bildu Xabier Olano. Finalmente este último retiró su candidatura. Gracias a los 18 votos del PNV y 9 del PSE-EE que le daban la mayoría absoluta, Markel Olano quedó investido nuevo Diputado General de Guipúzcoa.

### Vizcaya
El 17 de junio de 2015 fue la fecha en la que las Juntas Generales de Vizcaya y la mesa de las mismas quedaron constituidas. La mesa quedó distribuida de la siguiente forma:
| Miembros de la mesa en la X Legislatura de Vizcaya |         |                    |
| Cargo                                              | Partido | Titular            |
| Presidenta                                         |         | Ana Otadui         |
| Vicepresidenta primera                             |         | Begoña Gil         |
| Vicepresidente segundo                             |         | Joseba Gezuraga    |
| Secretario primero                                 |         | Koldo Mediavilla   |
| Secretaria segunda                                 |         | Elsa Pamparacuatro |

El 1 de julio de 2015 fue la elección del nuevo Diputado General de Vizcaya. Se presentaron dos candidatos: por el PNV, Unai Rementeria y por EH Bildu, Josu Unanue. Unai Rementeria fue investido Diputado General tras la primera votación gracias al apoyo de su grupo y el de los apoderados del PSE-EE, que sumaban 30 votos y por tanto, la mayoría absoluta de la cámara. El candidato de EH Bildu consiguió los 11 votos de su partido y el resto de los grupos votaron en blanco.